# Сухины (Черкасская область)
Сухи́ны (укр. Сухини) — село в Звенигородском районе Черкасской области Украины. Население по переписи 2001 года составляло 839 человек.
Село относится к историко-этнографическому региону Среднее Поднепровье.

## История
По данным энциклопедии "Історія міст і сіл Української РСР" населенный пункт возник в XII в.

### Происхождение названия
Есть три наиболее распространенные теории происхождения названия села Сухины. Первая теория вытекает из географических особенностей расположения села, поскольку Сухины расположены на возвышенности и почти со всех сторон окружены широкими берегами — древними высохшими реками. Люди, которые пересекали все эти препятствия, попадали на «сухую землю», возможно, и отсюда происходит такое название — «Сухины».
Следующая теория происхождения названия — климатическая, поскольку, когда в соседних селах прошел дождь, то в Сухинах не выпадет и капли, и наоборот если в Сухинах дождь, то в соседних селах нет дождя, облака из общего циклона часто обходят село, оставляя землю сухой. Вообще Сухины уникальное место, поскольку является самой высокой точкой Корсунщины, здесь как и в горах снег лежит очень долго, в то время когда уже нигде его нет.
И последняя теория происхождения названия — «именная», будто бы, был казак по прозвищу Сухина, и земли которые ему были предоставлены, впоследствии были названы — «Сухины» от фамилии своего первого владельца. Однако анализ метрических книг XVIII — XIX в. показывает полное отсутствие в населенном пункте фамилии Сухина.
В пользу теории географического происхождения названия села свидетельствует люстрация 1789 г., в которой люстратор отмечает, что село «расположено на правом берегу р. Рось над Сухим оврагом».
Слово Сухины в переводе из санскрита (सुखिन्) означает — счастливые, радостные.

### Древняя и средневековая история
В эпоху ранней бронзы в связи с аридизацией климата, земледелие в украинских степях приходит в упадок и на смену земледельцам приходят кочевые племена ямной культуры, которые оставили свой отпечаток и на сухинских землях — о чем свидетельствуют остатки погребальных сооружений того времени. Позже во времена средней и поздней бронзы, когда климат становится снова более влажным и теплым, сухинские земли заселили земледельческие племена белогрудовской культуры, именно население этой культуры большинство исследователей считает протославянами.
В эпоху железа на территории села Сухины появляются степные кочевники — скифы, об их присутствии свидетельствуют остатки их материальной культуры. Позже во времена «великого переселения народов» на сухинских землях появляются племена черняховской культуры, о чем свидетельствуют постоянные находки остатков материальной культуры (обломки сосудов, обмазка жилья, прясла, точила, железные предметы и т.д.). По свидетельству местного жителя с. Сухины — Максименка М. И. во время насыпания плотины сельского пруда, скорее всего, был разрушен черняховский могильник, расположение которого традиционно для носителей этой культуры.
Доподлинно не известно, что происходило на сухинских землях во времена раннего и классического средневековья, но археологами найдено несколько находок выше упомянутых периодов (антская фибула, древнерусская стрела). Однако фактов для утверждения о постоянных поселениях в этом регионе пока не достаточно.

### История в XVI-XVII веках
В конце XVI в. южную Киевщину охватили казацко-крестьянские восстания под руководством Криштофа Косинского (1591–1593 гг.) и Северина Наливайка (1594–1596 гг.). О подъеме национальной антифеодальной борьбы на Украине весной 1596 г. С. Жолкевский в одном из своих писем из Белой Церкви к польскому королю писал: «Вся Украина покозачилась. Везде полно предателей и шпионов казацких. Действительно, нужно взяться за решительные средства в отношении Украины.
Об участии сухинцев и всемерной поддержки повстанцев в этой борьбе указывает тот факт, что в условиях польской оккупации, даже через 200 лет, польские люстраторы в 1789 г. отмечали, что вблизи с. Сухины в направлении с. Моринцы размещалось урочище под названием «Наливайков яр». Вероятно, такое название урочище получило после марта 1596 г. когда на Корсунщине стояли войска С. Наливайка перед походом на Белую Церковь.
Одной из наиболее распространенных форм антифеодальной борьбы в Украине в первой четверти XVII в. было оказачивание. Крестьян привлекало право казаков на владение землей, свобода от крепостнической эксплуатации, особый правовой статус. Так, в 1604 г. жители Корсунщины отказались выполнять повинности в пользу старосты Яна Даниловича, «совершали бунты размаитые» и установили свою власть на основе казацкого самоуправления.
Осенью 1616 года на очередном сейме магнаты предлагали казнить насмерть с конфискацией имущества всех, кто объявит себя казаком.
Однако это не остановило борьбу украинцев против польского произвола. Подъем антифеодального движения в Украине в 1616–1618 гг. сопровождался распространением оказачивания почти на все Поднепровье. Согласно люстрациям Корсунского, Черкасского, Каневского, Богуславского и Переяславского старост подавляющее большинство их населения составляли «непослушные».
В 1630 г. в Украине произошло очередное казацко-крестьянское восстание во главе с Тарасом Федоровичем (Трясилом). Считается, что он был одним из первых полковников вновь созданного в 1625 г. Корсунского полка. Население Корсунщины активно поддержало восстание против польско-шляхетского владычества. В универсалах Федорович призывал браться за оружие «кто был казаком, и тех, кто им хочет быть, чтобы все прибывали, вольностей казацких заживали, веру благочестивую от лядских замыслов спасали». Из протестации корсунского подстаросты Павловского в Житомирский городской суд известно, что 25 марта 1630 г. казацко-крестьянское войско совместно с мещанами разгромили части жолнеров и нанесли шляхте значительный материальный ущерб в Корсуне.

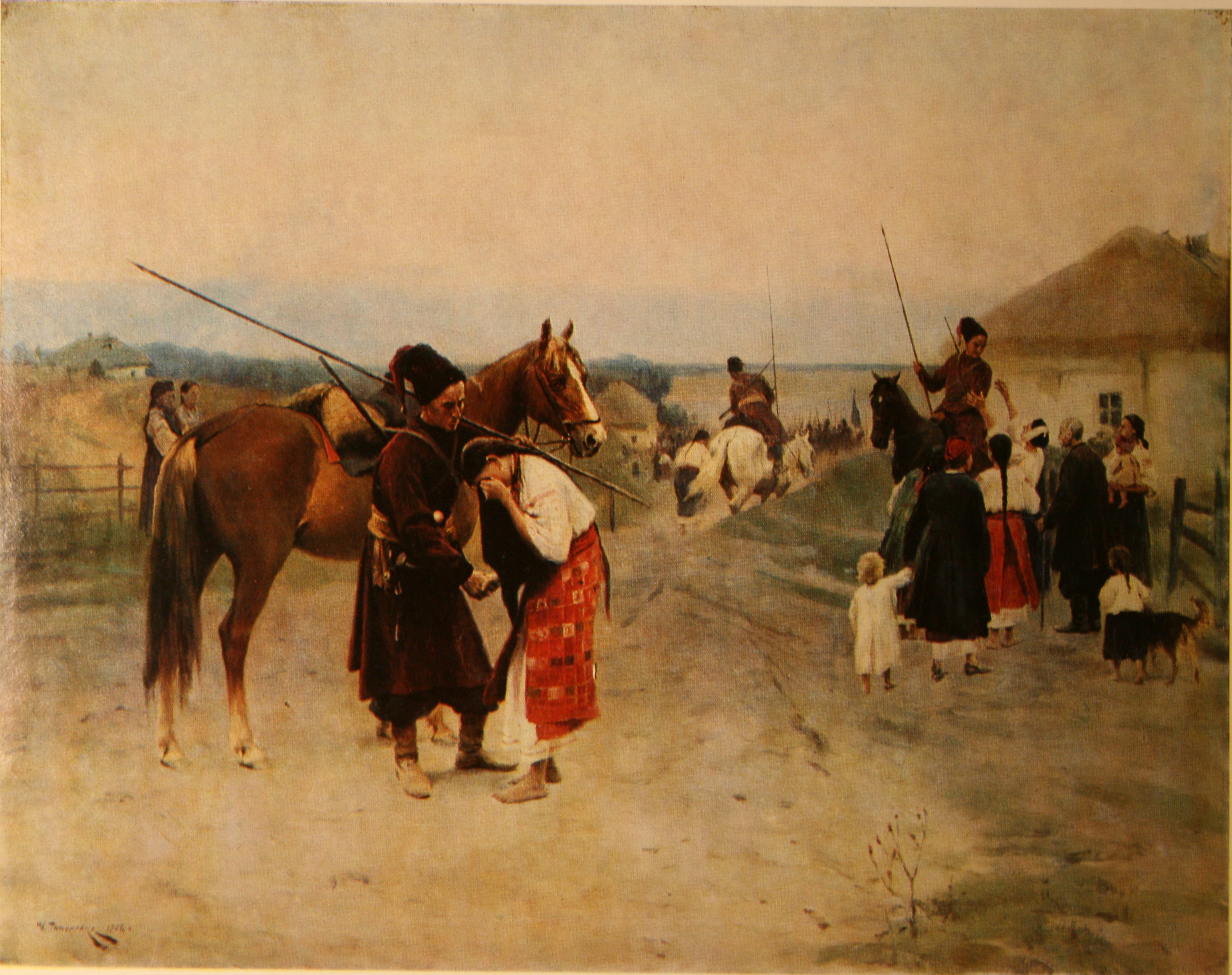
Николай Пимоненко, «В поход» (1902 г.)

Сухинцы активно поддержали Освободительную войну 1648-1657 гг. во главе с Богданом Хмельницким против польских оккупантов. В составе Корсунского полка Войска Запорожского были казаки — носители сухинских фамилий: Авраменко, Гавриленко, Томиленко, Коваленко, Костенко, Харченко, Кузенко, Макаренко, Марченко, Омельченко, Мартыненко, Московченко, Остапенко, Панасенко, Панченко, Погорелый, Зуенко, Педченко, Прокопенко, Романенко, Тараненко, Руденко, Тарасенко, Тищенко, Трохименко, Шевченко, Христиан, Хоменко, Якименко, Ярошенко, Юрченко, Клименко. Род Гриценков имел в составе полка 28 представителей, род Павленков — 24, род Яценков — 19, род Савченков — 18. В 1649 г. в составе полка были две сотни, которые назывались по сухинским фамилиям — Гавриленкова сотня (сотник Гринец Гавриленко) и Костенкова сотня (сотник Васко Костенко).
Село Сухины впервые упоминается в Метрике коронной 1659 года. В результате политики гетмана Ивана Выговского Корсунщина снова попадает под власть польских магнатов. В апреле 1659 г. польский король Ян Казимир II подтвердил пожизненное владение на с. Сухины сандомирскому воеводе Александру Конецпольскому. Его собственность распространялась на все поля, леса, луга, пастбища, пруды, пасеки, подданных и результаты их труда.

### История в XVIII веке

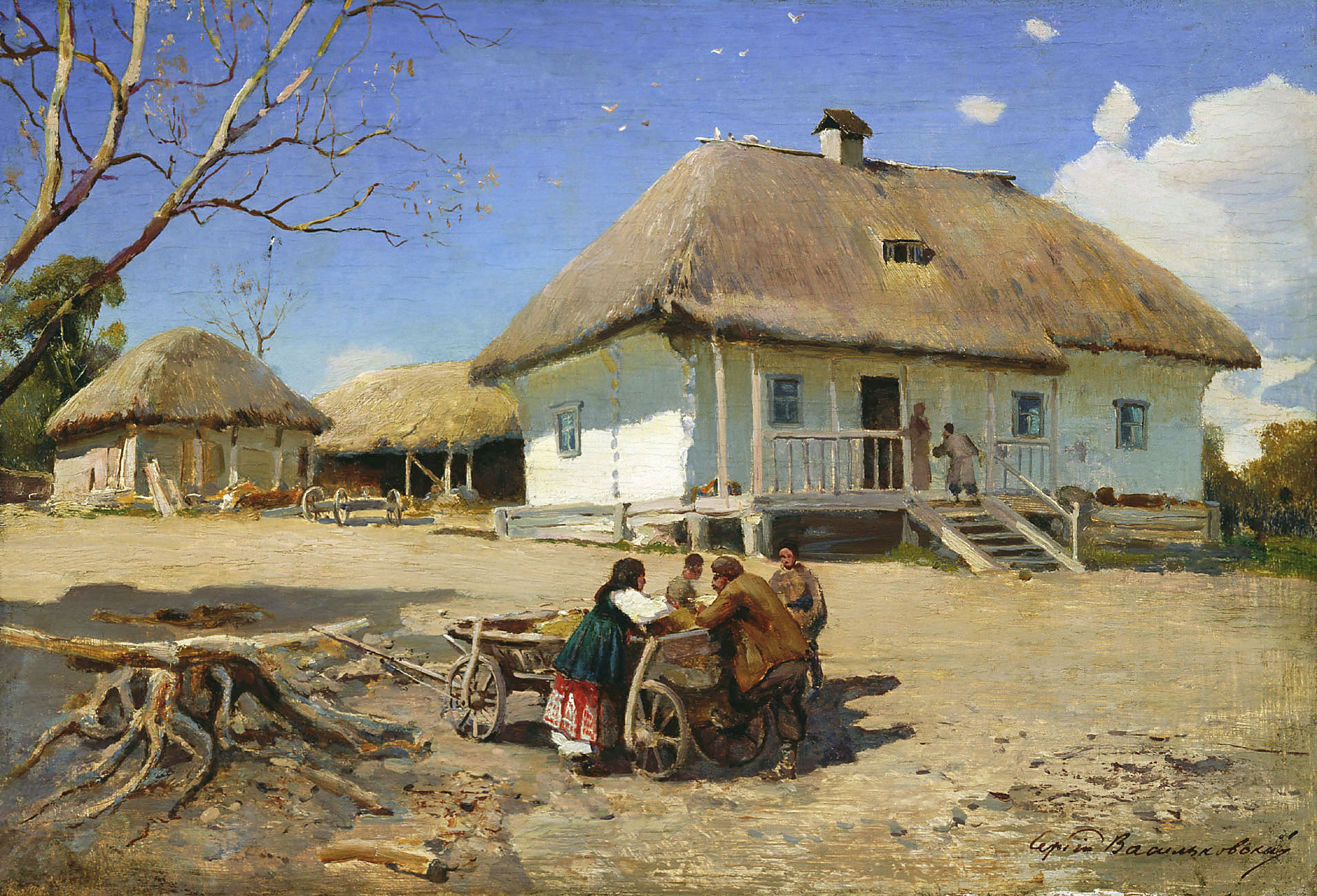
Сергей Васильковский, «Казацкий двор» (ХІХ в.)

В 1710 году Варшавский сейм ратифицировал условия Вечного мира 1686 года между Речью Посполитой и Россией, согласно которому Украина официально разделялась на две части. Российские гарнизоны вместе с правобережными казацкими полками должны были перейти на левый берег Днепра. Одним из условий «мира» было превращение территории вдоль Днепра от местечка Трахтемирова до устья реки Тясмин в безлюдную «серую зону». Результатом договоренностей с поляками стал сгон населения Правобережной Украины на Левобережную на протяжении 1711-1712 гг. Под действие договора подпадало и Корсунское староство. На Корсунщине политику переселения активно проводил полковник Белоцерковского казачьего полка Антон Танский. В результате этой политики население Корсунщины со скотом и инвентарем было отправлено на левый берег Днепра, а поселения уничтожены.
По Люстрации Корсунского староства 1714 г. в селе Сухины в то время «было 30 дворов, людей за Днепр забрали, крупного рогатого скота взято штук 200, новооседлых домов 10».
По данным Лаврентия Похилевича в 1741 г. поселение состояло из 60 дворов с населением около 450 человек .
Согласно тарифу подымного налога Киевского воеводства 1754 г. село Сухины Корсунского староства состояло из податных дворов в количестве пол четверти дыма, полшестнадцатого (50 домов). На город платили налоги в количестве семь злотых двадцать четыре с половиной грошей, на казну (содержание коронных войск) — тридцать один злотый восемь грошей. Налог должен был платиться двумя взносами: 15 марта следовало уплатить на содержание коронных войск, а 15 сентября новые суммы на содержание воеводской милиции. В общей сложности сумма подымного налога Киевского воеводства по сравнению с 1717 г. выросла в 4 раза.
По люстрации 1765 г. село принадлежало к Корсунскому староству. В Сухинах платили налоги 63 двора, которые ежегодно расплачивались рожью на сумму 677 польских злотых. Арендная плата за корчму составляла 1836 злотых. Одно домовладение было освобождено от налогов и еще 3 имели статус слобод.
По люстрации 1789 г. село Сухины было одним из самых больших населенных пунктов Корсунского староства. Насчитывало 98 домохозяйств, плативших налоги. По количеству сельского населения Корсунщины сухинцев превосходило только село Квиткы. Жители Сухин имели 139 рабочих волов, выращивали рожь, овес, содержали пасеки. Ежегодно сухинцы платили налогов на сумму 6426 злотых, кроме этого должны были нести повинности по удержанию дорог, плотин, мостов и т.д. Налоги распространялись даже на инвалидов. Так трое сельских калек и один убогий должны были ежегодно платить чинш 7 злотых и 6 грошей квитового (разновидность налога) .
Вблизи села размещался черный лес, который в люстрации называется Каровским, длиной в одну милю и шириной в четверть мили. Люстраторы отмечали хорошее качество почв в Сухинах, что способствовало земледелию.
Сельскую администрацию составляли — войт, есаул и присяжный, которые наравне со всеми несли повинности. В селе был развит колесный промысел и насчитывалось 29 мастеров.
После второго раздела Речи Посполитой в 1793 г. населенный пункт попал в состав Российской империи и вошел в Богуславский уезд Киевского наместничества. С 1797 г. село Сухины входило в состав Богуславского уезда Киевской губернии, а с 1846 г. было в составе Селищской волости Каневского уезда. 
С XVIII века в селе действовала Свято-Михайловская церковь. Первые сведения о храме относятся к 1728 г. Известно, что церковь была деревянная (дубовая). В 1801 г. был построен новый деревянный храм на другом месте. 99% населения Сухин исповедовало православную веру.

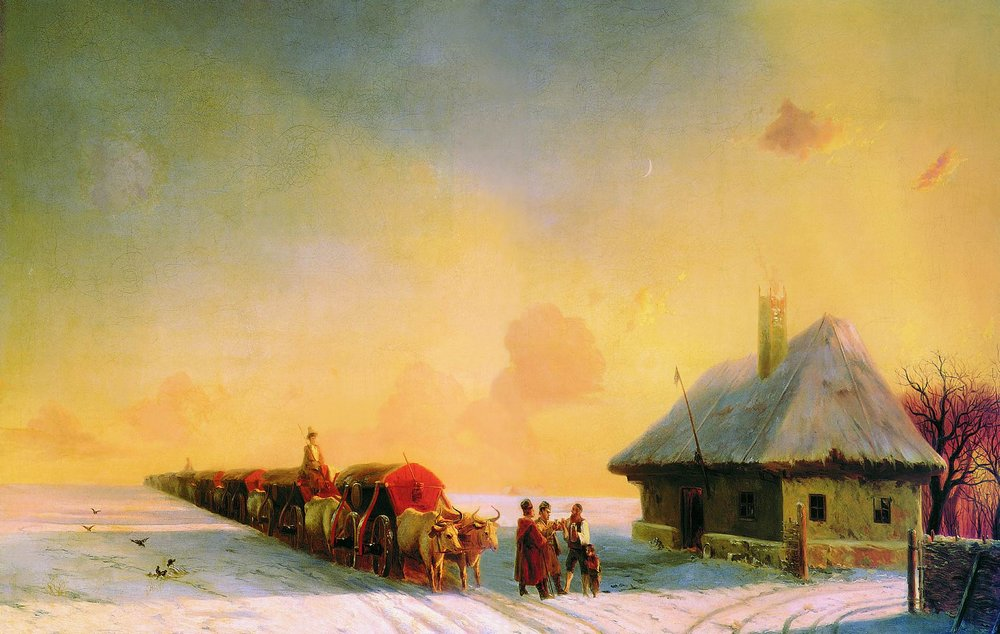
Иван Айвазовский, «Чумаки в Малороссии» (1870—1880)

В ХVІІІ — первой половине ХІХ в. сухинцы активно занимались чумацтвом. Этот промысел считался в то время одним из наиболее прибыльных, особенно в XVIII в., когда чумаки имели монополию на торговлю солью. На юг вывозились на продажу зерно, воск, мед, кожа, табак, деготь, вещи хозяйственного потребления, которые через порты Черного и Азовского морей экспортировали за границу. С юга везли соль, сушеную рыбу, вино.
Даже после упадка чумацкого промысла во второй половине XIX в., в качестве вспомогательного занятия, более 50 семей продолжали заниматься извозом. Среди них семьи: Максименков, Черноусов, Блощиц, Томиленков, Медведей, Тищенков, Костенков, Мартиенков, Христианов, Орлов.

### История в XIX веке

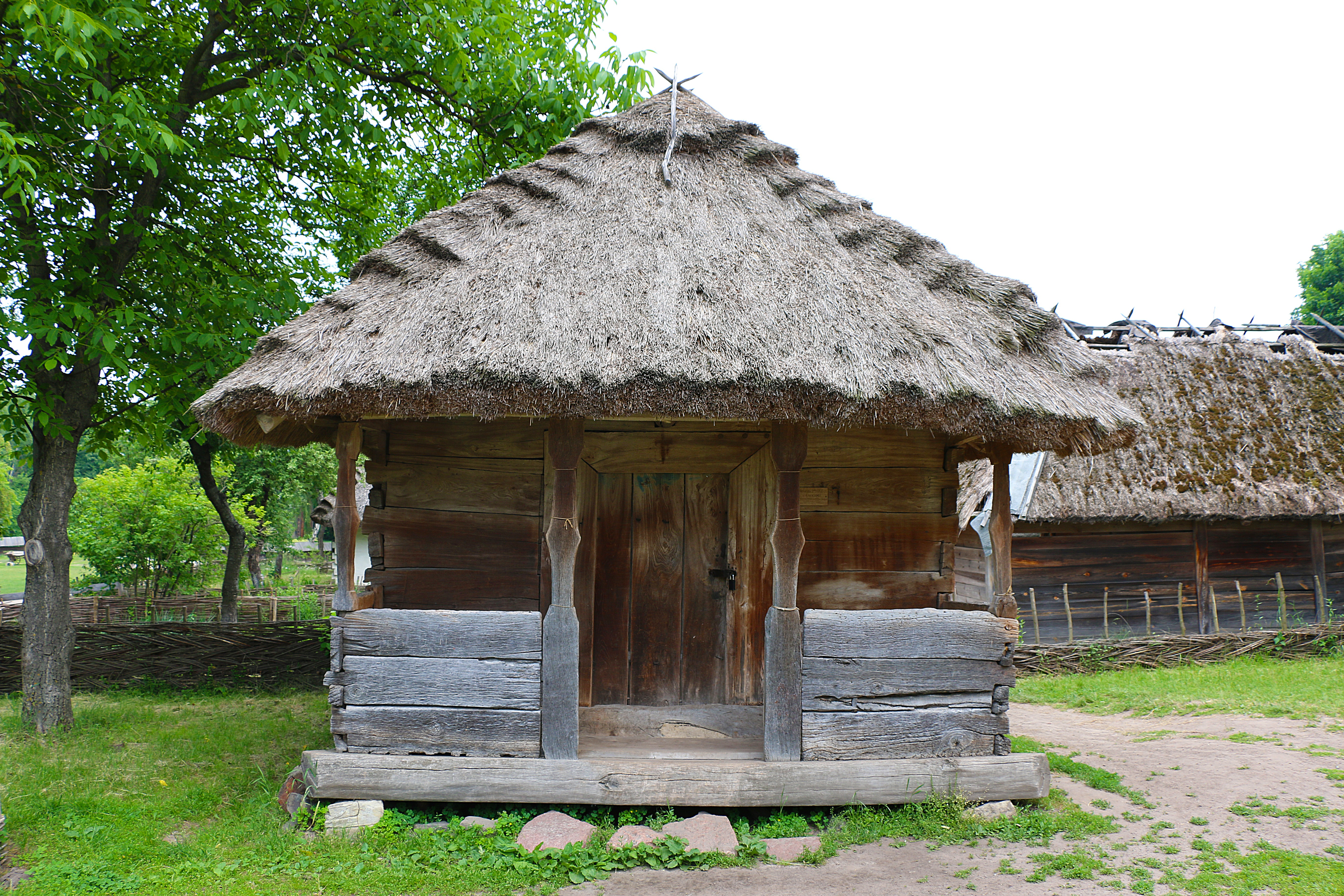
Амбар XIX в. з села Сухины, принадлежавший Денису Прохоровичу Томиленку

В XIX веке, до отмены крепостного права, село находилось в собственности помещика князя Павла Петровича Лопухина. Ему принадлежало большинство земли и леса вокруг села. Сухинский лес, как и вообще леса князя Лопухина, считались лучшими в Каневском уезде, поскольку имели значительный процент дубов, пригодных для кораблестроения. Есть сведения, что определенное количество дуба закупалось военным ведомством для строительства и ремонта Черноморского флота. На территории Сухин размещался большой пруд. 
В 1831 г. в с. Сухины была эпидемия холеры, несколько семей умерли в полном составе. В этот год смертность от всех причин составила 86 человек. В 1847 г. в селе находилось 170 дворов, в которых проживало около 1100 жителей. 
В 1861 г. население Сухин составляло 1427 человек. В 80-х годах XIX в. Сухины входили в состав Таращанской волости Каневского уезда. Село состояло из 340 податных дворов и имело 1792 жителей. В поселении действовали 2 постоялых дома, функционировала водяная мельница. В 1885 г. население села выросло до 1915 чел.
По Всероссийской переписи 1897 г. в Сухинах постоянно проживало 1279 мужчин и 1285 женщин. При Свято-Михайловской церкви в населенном пункте действовала церковно-приходская школа. Умели читать и писать 7,8% жителей села. По национальному составу 99,3% были украинцами, 0,7% составляли евреи. Полицейские функции и противопожарные мероприятия в селе в 1897 г. осуществлял сотский Диомид Клименко.
В конце ХІХ – начале XX в. экономика села была одной из самых развитых в округе. В Сухинах насчитывалось 7 ветровых и 1 газогенераторная мельницы (принадлежавшие родам Черноусов, Максименков, Шульги), маслобойница (рода Зуенков), гончарное производство, 3 кузницы. В селе функционировала мелочная лавка, принадлежавшая еврейской семье Соколинских. Возделывались поля, насаживались фруктовые сады, лесопосадки. Именно садоводство играло важную роль в экономическом развитии села, ведь собранный урожай из сухинских садов продавался на многих ярмарках Южной Киевщины и во всех близлежащих городах и местечках.
Вблизи села находятся залежи высококачественной глины и поэтому здесь в древности было хорошо отлажено гончарное производство. Известно, что им занималось 42 семьи сухинцев, производя в год глиняной посуды на сумму до 1200 руб. Мастера изготовляли простую глиняную посуду. Продукция реализовалась частично на месте, частично вывозилась на ярмарки. В Национальном музее народной архитектуры и быта Украины экспонируется посуда производства династий сухинских гончаров Афанасия и Марка Соболев, Ивана Ярошенка и Маркияна Чуенка.

### История в XX веке

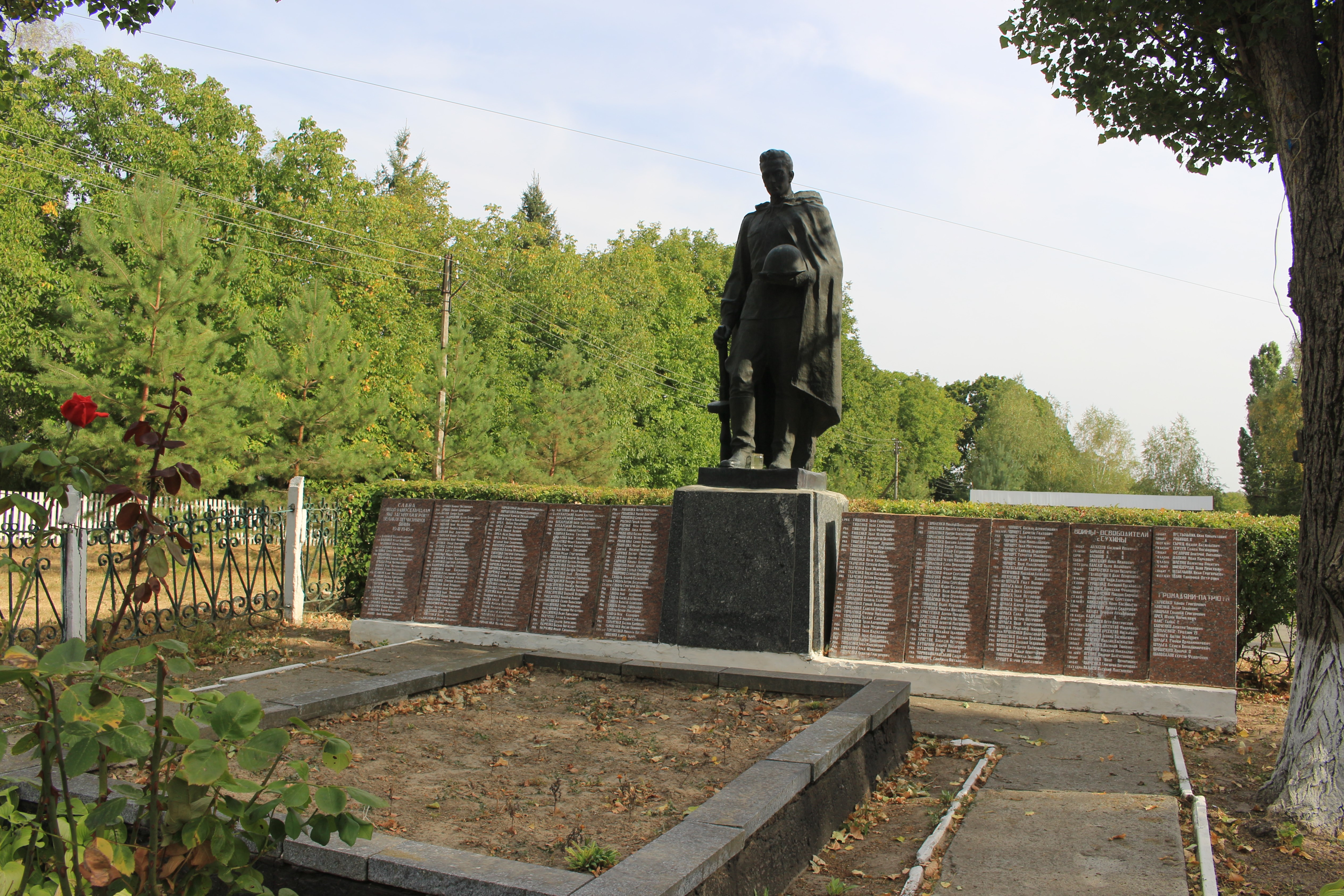
Надпись на памятнике "Слава воинам-односельчанам, погибшим в годы Великой Отечественной войны 1941-1945"

В январе 1900 г. в Сухинах было 504 двора, где проживало 2659 жителей. Главным занятием крестьян оставалось земледелие. В селе насчитывалось более 1323 десятин крестьянской земли. Часть земли и леса принадлежали к Корсунскому имению помещика-князя Николая Лопухина-Демидова.
В 1913 г. в селе работала винная лавка и магазин мануфактуры, принадлежавший Захару Томиленку.
Во время Первой мировой войны мужское население Сухин призывного возраста сражалось против Четвертного союза в составе Русской императорской армии. Общая мобилизация была объявлена 18 июля 1914 г. В ходе ее призывались все запасные нижние чины и часть ратников государственного ополчения 1-го разряда согласно действовавшему на тот момент мобилизационному расписанию 1910 г. Есть сведения о 69 сухинцах участниках войны. Наибольшее количество сухинцев сражалось в составе армейских подразделений: 295-го пехотного Свирского полка, 3-го гренадерского Перновского полка, 87-го пехотного Нейшлотского полка, 92-го пехотного Печорского полка.
С марта 1923 г. село входило в состав Шендеровского района Шевченковского округа Киевской губернии. В 1925 г. в Сухинах зафиксировано самое большое количество жителей – 767 дворов и 3450 жителей.
В 30-е гг. ХХ в. в селе функционировали два колхоза – имени С. Кирова и Г. Димитрова. В 1930 – 1934 гг. в Сухинах проводилась сплошная коллективизация. Чтобы сломить сопротивление крестьян единоличников государство ввело специальные налоги и увеличило требования к обязательным сельхозпоставкам. Поскольку выплатить эти налоги было невозможно, крестьяне единоличники попадали под раскулачивание, в результате чего отбирали землю, дома и имущество.
В июле 1941 г. село было оккупировано немецкими войсками. В годы Великой Отечественной войны против нацистов воевали 385 сухинцев, из них 124 были награждены орденами и медалями, погибли – 221 человек. В их честь был установлен памятник. 3 февраля 1944 г. Сухины были освобождены от нацистских оккупантов. При освобождении села погибли 37 советских воинов.
В 50-х гг. в результате хрущевской политики укрупнения колхозов два коллективных хозяйства села были объединены в один колхоз имени Г. Димитрова.
В начале 70-х гг. ХХ в. в селе проживало 1530 человек. В населенном пункте размещался колхоз, имеющий в пользовании 2,5 тыс. га земельных угодий. В качестве вспомогательных предприятий имелись - мельница и пилорама. В селе функционировали: школа, где обучалось 400 учеников, дом культуры на 600 мест, библиотека с книжным фондом 7,5 тыс. экземпляров, фельдшерско-акушерский пункт, детские ясли, 4 магазина.
Большая роль в экономическом развитии села принадлежала колхозу. За средства колхоза были построены: клуб, школа, детский сад, дом механизатора, баня, жилые дома для колхозников, заасфальтировано центральные улицы села.
И в советское время значительную роль в экономике села играло садоводство. Кроме колхозных садов, сухинцы имели на приусадебных участках плодовые деревья. Крестьяне большое количество плодов продавали на базарах, сушили и сдавали заготовителям. Часто к этой работе привлекались школьники. Было время, когда некоторые жители Сухин выращивали и продавали государству по 2-3 тонны сладких слив-угорок за сезон.

### История православия в Сухинах
Первое письменное упоминание о Свято-Михайловском православном храме Сухин относится к 1728 г. Деревянный дубовый храм был сооружен в честь Архистратига Михаила.
Храмовый праздник 21 ноября – Собор Архистратига Михаила и прочих Небесных Сил Бесплотных.
Еще в первой половине ХVII в. Ватикан совместно с правительством Речи Посполитой активно продвигал унию в Украине. В этот период Папа Урбан VIII (1623—1644 гг.) постоянно посылал письма влиятельным лицам Речи Посполитой, которых призвал распространять унию и физически уничтожать ее противников. В городах и местечках запрещалось строительство православных церквей, а появлялись костелы, кляшторы, коллегиумы и школы иезуитов. Для очередного наступления на православие поляки воспользовались смертью Киевского православного митрополита Иова Борецкого (2 марта 1631 г.).
По настоянию корсунского старосты князя Юзефа Яблоновского в 1738 г. сухинский храм насильственно перевели в унию. Перешел в унию и местный священник. Однако сухинцы, большая часть которых имела казацкое происхождение, не смирились с таким положением вещей и выступили против униатства. Известно, что в 1777 г. церковь была православной. Служил в ней отец Андрей Герасимов. Православной оставалась церковь и на 1789 г., о чем свидетельствует люстрация Корсунского староства, проведенная во времена староствования князя Станислава Понятовского.
С 1798 г. священником Свято-Михайловской церкви был 28-летний Корнилий Андреевич Чернодубровский. Приход входил в состав Богуславского духовного правления. В 1801 г. стараниями прихожан вместо старой рядом построили новую деревянную церковь и возвели колокольню. В 1827 г. купола храма покрыли железом.
С 1830 г., после смерти Корнилия Чернодубравского, в течение трех лет церковные требы выполняли священники окрестных сел. С февраля 1834 г. свое служение начал священник Свято-Михайловской церкви Федор Михайлович Серговский.

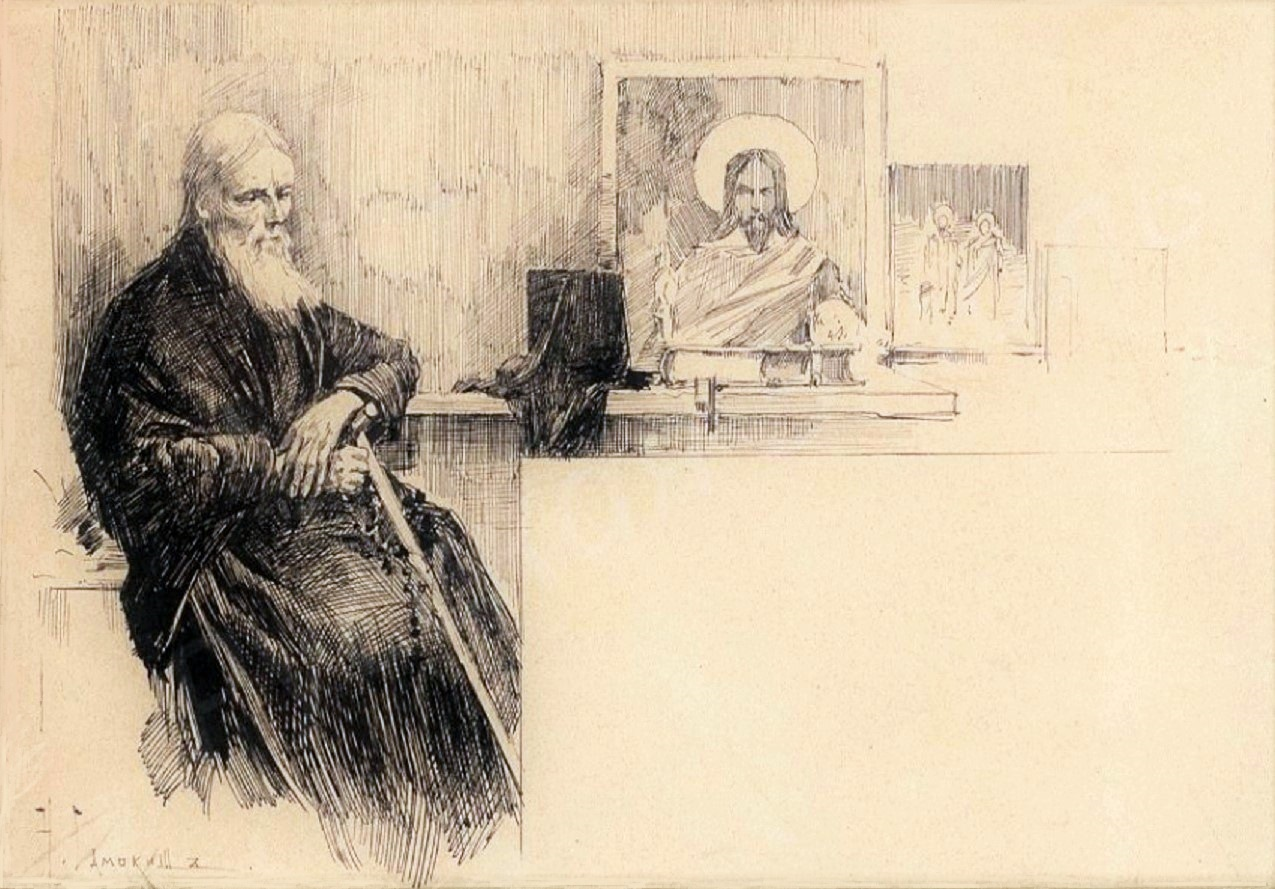
Николай Самокиш. Старец (начало ХХ в.)

По данным Лаврентия Похилевича в 40-х годах XIX в. церковь принадлежала к 5-му классу и владела 43 десятинами пахотной земли и под сенокосом. Село того времени принадлежало к Корсунскому имению князя Павла Лопухина. Среди прихожан было 10 представителей духовенства, 49 представителей семей отставных и действующих солдат императорской армии, 2 единоличника, 5 мещан, 994 помещичьих крестьян.
В 1873 г. из-за ветхости помещения было дано разрешение на строительство новой церкви, на которое было использовано 1345 рублей 10 копеек. В 1884 г. во время пожара церковь сгорела. Новую церковь построили через год стараниями прихожан. Затраты на строительство составляли 8984 рубля без затрат казны. Клир составляли священник, дьякон, пономарь и просвирник. Священником был 45-летний отец Федор Феофанович Меляницкий. Среди прихожан было 11 представителей духовенства, 379 человек семей отставных и действующих военнослужащих, 12 – мещан, 2105 человек временнообязанных и казенных крестьян. Также в селе проживали 5 человек римско-католического вероисповедания и 16 евреев. С 90-х годов XIX в. и до 1918 г. сухинский священник Федор Меляницкий был благочинным 5-го, а позже 6-го округов.
В 50-х годах ХХ в. местные власти приняли решение о перемещении церкви в помещение клуба, мотивируя тем, что церковь отремонтирована, а клуб – нет. Во времена очередного «хрущевского» гонения на православных церковь была закрыта. Остатки старой церкви разрушены в 1996 г. Новый храм, построенный в 2005 г. (архитектор Гречанюк), находится в центре села. Строился на пожертвования прихожан.
Священнослужители Свято-Михайловской церкви:
- Григорий Яремович 1735 – 1738
- Андрей Герасимов 70-е годы XVIII в.
- Андрей Чернодубровский 90-е годы XVIII в. – 1797
- Корнилий Чернодубравский 1798 – 1830
- временно исполняли обязанности (1830 – 1834) – Иосиф Нетупский, Василий Клепацкий, Иван Дисковский. Иван Кондрацкий, Антоний Данилевский, Иван Еварский, Максим Серединский, благочинный Николай Бажановский, Яков Синицкий, Иосиф Диментьев
- Федор Серговский 1834 – 1875
- временно исполняли обязанности (1875 – 1876) – Андрей Базилевич, Петр Солнцев, Константин Лозинский
- Федор Меляницкий 1876 – 1918
- Тихон Мартынюк 1943 – 1953

## Численность населения
| 1714   | 1741 | 1754    | 1765   | 1789   | 1847    | 1861  | 1882  | 1897  | 1900  | 1925  | 1970  | 2001 |
| ------ | ---- | ------- | ------ | ------ | ------- | ----- | ----- | ----- | ----- | ----- | ----- | ---- |
| ок.200 | 450  | бол.450 | ок.500 | ок.600 | ок.1100 | 1 427 | 1 792 | 2 564 | 2 659 | 3 450 | 1 530 | 839  |

## Образование
Первым учебным заведением в Сухинах была церковно-приходская школа, о которой известно как минимум с 1881 г., а первыми учителями были – местный священник Федор Меляницкий и псаломщик Виктор Петрушевский. В 1882 г. в школе обучалось 30 девушек. В начале 80-х годов XIX в. школа получала ежегодное пособие от Министерства народного образования в размере 25 руб.
Анализируя Всероссийскую перепись 1897 г., можно сделать вывод, что во второй половине XIX в. существовало три источника получения начального образования сухинцами – домашнее обучение, армия и церковно-приходская школа. В 1916 г. есть сведения о функционировании двух школ: одноклассной, двухкомплектной церковно-приходской и двухклассной земской.
Есть определенные сведения, что в 1923 г. в Сухинах действовала трудовая школа. Поскольку здание не могло вместить всех учащихся, была введена сменность: 80 учащихся 1 класса разделили на 2 группы: первая группа – самые старшие, самые способные и дети неимущих, остальные посещали школу через день во вторую смену. В конце 1925 г. в Сухинах работала четырехлетняя школа, в которой обучалось 138 учеников. Предметы преподавали четыре учителя.
С марта 1944 по 1956 годы школа существовала как семилетняя. В 1956 г. Сухиновская семилетняя школа реорганизована в полную среднюю школу, в которой обучалось 353 ученика и работало 23 учителя.
В начале 70-х гг. ХХ в. в школе обучалось 400 учеников. Новое здание школы на 320 мест было построено в 1978 г. За год до этого построили детский сад на 50 мест. За период существования средней школы 39 воспитанников получили золотые и серебряные медали .
В настоящее время в селе действует гимназия Селищенского сельского совета (директор: Пилипей Наталья Петровна). На 1 марта 2019 г. в школе обучалось – 38 учеников и 9 дошкольников. В 2023 г. в школе обучалось 29 учеников и осуществляло образовательную деятельность 13 учителей.

## Медицина
До XX в. медицинских учреждений в селе не было. Ближайшая больница – частная больница князя Николая Лопухина-Демидова размещалась при Селищанском сахарном заводе.
Медицинским учреждением Сухин в ХХ в. был фельдшерско-акушерский пункт, построенный на средства местного колхоза. В 1954 г. он занял первое место среди сельских ФАПов Советского Союза. По уровню предоставления медицинской помощи сельскому населению считался школой передового опыта Черкасской области.
Помещение Сухиновского ФАПа отвечало всем санитарно-гигиеническим и инженерно-техническим требованиям. Заведующим был фельдшер Пантелеймон Антонович Середа, акушеркой работала его жена Мария Луковна. За добросовестный труд Пантелеймон Антонович был награжден – Орденом «Знак почета» и медалью «За доблестный труд».
В медицинском учреждении успешно воплощались в жизнь меры по улучшению здравоохранения детей, работников сельского хозяйства, всего населения села по предупреждению травматизма и инфекционных заболеваний. Здесь работали кабинеты: фельдшера, акушерки, стоматологии, физиотерапевтический.
Первичная организация общества Красного Креста колхоза им. Димитрова была одной из лучших в районе и на районных соревнованиях занимала призовые места. В селе проводились занятия по пропаганде санитарных и гигиенических знаний, регулярно проходили «Дни донора».

## Культура
После войны началось восстановление народного хозяйства и среди первых была возобновлена работа клубных заведений и читален. В них организовывались беседы, чтение газет, коллективные прослушивания радиопередач, концерты, тематические вечера.
В Сухинах родился актер и киноактер Яков Иванченко. Окончил Киевскую высшую кино-театральную школу при Киевской киностудии (1940 г.). Снимался в эпизодах фильмов «Чапаев» (1934 г.), «Годы молодые» – на студии «Мосфильм»; «Путем Богдана», «Борислав смеется», «Песня о Довбуше» – на Киевской киностудии.
Уроженцем села был и украинский советский портретист и живописец, член Союза художников СССР Тарас Максименко. Работал в стиле соцреализма в 30 – 50-е годы XX в.
В конце 40-х годов в селе были организованы кружки художественной самодеятельности: драматический, хоровой, музыкальный. И уже вскоре они развернули свою работу. Драматический кружок показал колхозникам 3 пьесы. Были проведены несколько концертов, прочитаны цикл лекций. Постепенно росло мастерство сельских артистов и в октябре 1953 г. на ежегодном смотре художественной самодеятельности района среди 20 хоровых коллективов района был отмечен хоровой коллектив с. Сухины и уже в следующем году хор был представлен на областном смотре художественной самодеятельности.
В 1969 г. во исполнение решения Корсунь-Шевченковского райисполкома в районе началась реорганизация сельских клубов в сельские дома культуры. Одними из первых это сделали в Сухинах.
В 70-х гг. ХХ в. начали творческую деятельность сухинцы братья-близнецы Андрей и Василий Томиленки, ныне Заслуженные артисты Украины. Коронной у них была и остается песня Владимира Кудрявцева и Александра Зуева «А ми у двох в одне дівча закохані», так за дуэтом и закрепилось название – «А ми у двох». А всего в их репертуаре – почти полтысячи песен.
При Сухиновском доме культуры более 30 лет действовал вокальный ансамбль «Злагода», созданный художественным руководителем Владимиром Бувакою .

## Село Сухины в литературе

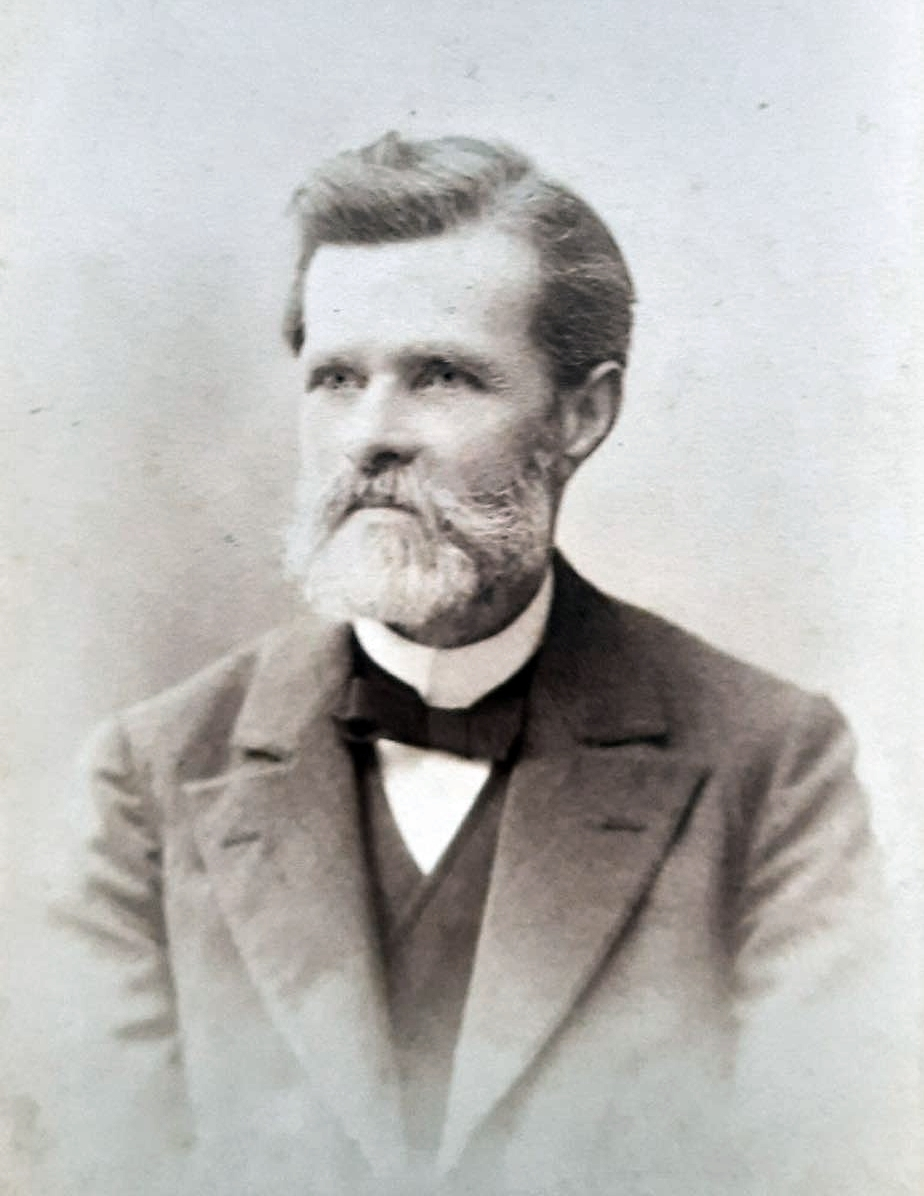
Иван Нечуй-Левицкий

В одном из очерков село Сухины упоминается Иваном Нечуем-Левицким: «Поставляет такую силу груш и слив южная Каневщина и Звенигородщина, крупнейшее село Медвин из-за Богуслава. Этот Медвин и Сухины за Стеблевом, и Журжинцы в Звенигородщине - эти села все в садах, как в лесах. Даже дома в этих селах едва видны на улицу, потому что и во дворах везде растут старые груши и черешни. Мы как было идем в Сухины в гости к батюшке, то все блудим по селу, потому что улицы извиты, хат за сливами не видно на улицу, и церкви не видно через сады. Едем по селу, как по лесу, сразу никогда не попадем в церковь и к батюшкиному двору и все спрашиваем пути…»
Есть сведения, что Иван Нечуй-Левицкий неоднократно бывал в Сухинах у местного священника Федора Меляницкого и имел здесь много знакомых крестьян.

## Галерея

Яры (овраги) в окрестностях села Сухины